# Петров Денис Сергійович
Денис Сергійович Петров (10 серпня 1982, м. Одеса) — український державний службовець та менеджер. Перший заступник Голови Державної інспекції енергетичного нагляду України (в уряді Володимира Гройсмана). Головний виконавчий директор (CEO) та власник проєкту експертного бюро «Нерухомі», магістр права та державного управління, експерт в сфері містобудування.

## Життєпис

### Освіта
- Одеська національна юридична академія, факультет «Державного управління та міжнародно-правових відносин», спеціальність «Правознавство», кваліфікація магістр права (1999—2004).
- Одеській регіональний інститут державного управління Національної академії державного управління при Президентові України, спеціальність «Державне управління», кваліфікація: Магістр державного управління (2011—2014). Магістерська робота: «Правове регулювання у сфері містобудування».

### Кар'єра
З 2004 по 2010 роки проходив військову службу
З 2010 по 2012 — працював в Головному управлінні розвитку інфраструктури та енергозабезпечення Одеської обласної державної адміністрації на посадах головного спеціаліста, начальника відділу, заступника начальника Головного управління.
З 2013 по 2014 — заступник голови Біляївської районної державної адміністрації (питання будівництва та інфраструктури). Утворено сучасний Центр надання адміністративних послуг при Біляївській районній державній адміністрації, Реалізовано низку проектів будівництва важливих об'єктів соціально-культурного призначення (будівництва дитячого садку на 150 місць, реконструкція центрального стадіону, завершено реалізацію проекту «Підвищення енергоефективності Біляївської районної лікарні»).
З 2014 по 2016 — директор Одеської дирекції УДППЗ «Укрпошта». Підприємство було виведено зі стану збитковості, відкрито нові сучасні автоматизовані відділення. Центральну залу Одеського Поштамту перетворено на фестивально-культурний центр, проведено виставки, міський фестиваль «Цімес-маркет», Одеський Тиждень Моди. Отримано винагороду «Краще підприємство в сфері обслуговування» рейтингу «Народне визнання 2015».
З 2016 по 2018 з начальник Управління державної архітектурно-будівельної інспекції у Херсонській області. Область стала лідером за індексом капітальних інвестиції та введення в експлуатацію об'єктів відновлюваних джерел енергії (ВДЕ).
З липня 2019 року по листопад 2019 — перший заступник Голови Державної інспекції енергетичного нагляду України. Звільнився з особистих мотивів за власним бажанням.
З серпня 2020 року — директор експертного бюро «Нерухомі».
З лютого 2022 на військовій службі.